# Союз Т-1
Союз Т (също така и Союз Т-1) е шестият полет на кораба Союз 7К-СТ (преди това летят Космос 670, Космос 772, Космос 869, Космос 1001, Космос 1074). Стартът на ракетата-носител Союз 11А511У е осъществен на 16 декември 1979, 15:29:50 от космодрума Байконур. Полетът е осъществен в безпилотен вариант, корабът се скачва и прави тримесечен съвместен полет с орбиталната станция Салют-6.
С този полет завършват безпилотните изпитания на корабите от серията Союз 7К-СТ и още следващия кораб, Союз Т-2 е пилотиран.